# Corno inglese
Il corno inglese è uno strumento musicale a fiato traspositore ad ancia doppia e cameratura conica, usato non solo in ambito orchestrale ma anche come strumento bandistico. Una teoria è che il suo nome deriva dall'espressione tedesca corne d'angle o cor anglé, quindi "angolato", per l'angolo che presentava al centro della canna, successivamente tradotta erroneamente "inglese". La teoria è dibattuta. Infatti un'altra ne fa derivare il nome da traduzioni erronee di corno angelico, dato che lunghi strumenti a fiato erano spesso rappresentati in bocca ad angeli suonatori nelle sacre raffigurazioni.
Si tratta in effetti di un oboe contralto, la cui estensione è una quinta giusta sotto quella dell'oboe. Si diffuse nella prima metà del XVIII secolo come modificazione dell'oboe da caccia (quello utilizzato da Johann Sebastian Bach). L'estensione va dal mi sotto il do centrale fino al si bemolle, una quattordicesima sopra il do centrale.
Come l'oboe, anche il corno inglese è uno strumento difficile da suonare, per la capacità di "fiato" richiesta e per la difficoltà di mantenere una corretta imboccatura, anche se, rispetto all'oboe, il corno inglese possiede un'ancia più larga che agevola l'emissione del suono. Coloro che lo suonano, inoltre, potrebbero rischiare la tendinite o la sindrome del tunnel carpale, a causa del peso dello strumento da sostenere per lunghi periodi. 
Onde evitare questo pericolo, il suonatore del corno inglese assicura il proprio strumento al collo tramite un apposito cordino o cinghietto, come fanno anche i fagottisti e i saxofonisti. Da notare ancora che mentre nell'oboe il cannello con l'ancia doppia si inserisce direttamente nel pezzo superiore dello strumento, il corno inglese si avvale di un tubicino metallico inclinato, chiamato "esse" per la sua forma, che fa da collegamento tra il cannello e lo strumento. Esiste anche un particolare registro dell'organo a canne chiamato corno inglese.

## Repertorio
Ampiamente utilizzato dai compositori precedenti a Bach, è solo con Generali, che nel 1808 lo impiega in un'aria di Le Lagrime di una vedova e nel 1810 in Adelina, poi con Rossini, nell'ouverture del Guglielmo Tell, che il corno inglese assume il ruolo di strumento solista, grazie alla trasognata, melanconica e penetrante voce che lo rende particolarmente adatto per lenti e lunghi assoli di natura pastorale, così come nel caso del terzo movimento della Sinfonia fantastica di Berlioz. 
Quest'ultimo lo impiega inoltre nell'ouverture Carnevale romano, così come Wagner nel Tristano e Isotta in cui il corno inglese riproduce il motivo del filtro d’amore, assumendo il ruolo da protagonista, per poi essere l’unico strumento a non essere suonato nel finale dell’opera, simboleggiando la liberazione degli amanti dall’inganno del filtro, César Franck nella Sinfonia in Re minore, Dvořák nella Sinfonia Dal nuovo mondo, Ravel nel secondo movimento del Concerto per pianoforte in Sol, Rodrigo nell'adagio del Concerto d'Aranjuez e Jean Sibelius ne Il cigno di Tuonela. Il compositore italiano Antonio Salieri utilizza il corno inglese in varie partiture. 
Nel Requiem in do minore (1804), lo strumento assume un vero e proprio ruolo concertante. In contesto teatrale, Salieri richiede talvolta la coppia di corni inglesi. È il caso della cavatina Vieni o maestro e duce, dall'opera La grotta di Trofonio (1785), nella quale il canto è accompagnato da un trio di due corni inglesi e fagotto. Un impiego simile lo si trova nell'opera Catilina (1795). Nell'ouverture, la coppia di corni inglesi, su basso di soli fagotto e violoncello, crea una parentesi intima e cameristica, in contrasto con il clima impetuoso delle vicine sezioni.
I Beatles utilizzarono il corno inglese nella registrazione di For No One (1966, Alan Civil), traccia dell'album Revolver, e di Penny Lane (singolo, 1967).